# Liste antiker Ortsnamen und geographischer Bezeichnungen/Ev
| Lateinischer Name | Griechischer Name | Beschreibung                             | Heute                                 | Quellen und Verweise | Lage |
| ----------------- | ----------------- | ---------------------------------------- | ------------------------------------- | -------------------- | ---- |
| Eva               | Εὔα (Eua)         | Stadt in der Thyreatis                   | in der Kynouria am Argolischen Golf   | Smith;               |      |
| Eva               |                   | Berg bei Messene, Nebengipfel des Ithome | südöstlich von Mavromati in Messenien | Smith;               |      |
| Eva               |                   | Berg bei Sellasia                        |                                       | Smith;               |      |
| Evarchus          |                   |                                          |                                       | Smith;               |      |
| Evenus            |                   |                                          |                                       | Smith;               |      |
| Evenus            |                   |                                          |                                       | Smith;               |      |
| Evoras            |                   |                                          |                                       | Smith;               |      |